# Forcipomyia lushana
Forcipomyia lushana är en tvåvingeart som beskrevs av Yu och Wang 1982. Forcipomyia lushana ingår i släktet Forcipomyia och familjen svidknott. Inga underarter finns listade i Catalogue of Life.